# Nahimove, Krasnohvardiiske
Nahimove (în ucraineană Нахімове) este un sat în comuna Voshod din raionul Krasnohvardiiske, Republica Autonomă Crimeea, Ucraina.

## Demografie
Componența lingvistică a localității Nahimove
     Rusă (94,81%)
     Ucraineană (3,77%)
     Belarusă (1,42%)
Conform recensământului din 2001, majoritatea populației localității Nahimove era vorbitoare de rusă (94,81%), existând în minoritate și vorbitori de ucraineană (3,77%) și belarusă (1,42%).